# Cacatua nimfa
La cacatua nimfa o cacatua de les nimfes (Nymphicus hollandicus) és una espècie d'ocell de la família dels cacatuids (Cacatuidae) i única espècie del gènere Nymphicus. Habita zones de bosc, matoll i terres de conreu de la major part d'Austràlia. Utilitzat com a ocell de gàbia, ha fugit del captiveri en molts indrets, com ara als Països Catalans.

## Descripció
Mesura entre 25 i 33 cm. Es caracteritza per tenir una cresta erèctil, i a més, en contrast amb la majoria de les cacatues, tenen unes plomes llargues en la cua, que poden arribar a representar la meitat de la mida total de l'au. El seu plomatge és gris, amb una taca taronja a les galtes.

## Dimorfisme sexual
La femella adulta es distingeix del mascle per tenir unes files de punts grocs sota les seves ales, a més d'un barrat groc en les plomes de la cua. Els mascles joves també tenen aquestes barres darrere de la cua; quan comencen a mudar és quan les perden.

## Hàbitat
Es distribueix per l'interior d'Austràlia, normalment en zones obertes pròximes a masses d'aigua, i és molt rara a Tasmània. És una espècie nòmada que es mou en funció de la disponibilitat d'aigua i menjar.